# Rural Hill (Illinois)
Rural Hill (también Ruralhill) es una comunidad no incorporada en el condado de Hamilton, Illinois, Estados Unidos. 